# Maskfruktätare
Maskfruktätare (Pipreola pulchra) är en fågel i familjen kotingor inom ordningen tättingar.

## Utbredning och systematik
Fågeln förekommer i Anderna i östra Peru (Amazonas till Cordillera Vilcabamba Cusco). Den behandlas som monotypisk, det vill säga att den inte delas in i några underarter.

## Status
IUCN kategoriserar arten som livskraftig.